# アドリアン・チェルプカ
アドリアン・チェルプカ（Adrian Cierpka 、1995年1月6日 - ）は、ポーランド・オストルフ・ヴィエルコポルスキ出身のサッカー選手。IIリガ・KKS 1925カリシュ所属。ポジションは、ミッドフィールダー。

## タイトル
グルニク・ウェンチナ
- IIリガ: 2019-20